# Bataille de Neuwied
Batailles
La bataille de Neuwied est un affrontement s'étant déroulé le 18 avril 1797, pendant les guerres de la Révolution, entre les forces françaises de la République, menées par le général Lazare Hoche, et les troupes autrichiennes du général Franz von Werneck, près de la ville allemande de Neuwied. Elle se solde par une victoire décisive des Français.
Lors de la bataille, un corps de troupe sous la direction du général Goullus repousse l'ennemi dans la forteresse d'Ehrenbreitstein et l'y assiège.